# Pedro de Médici

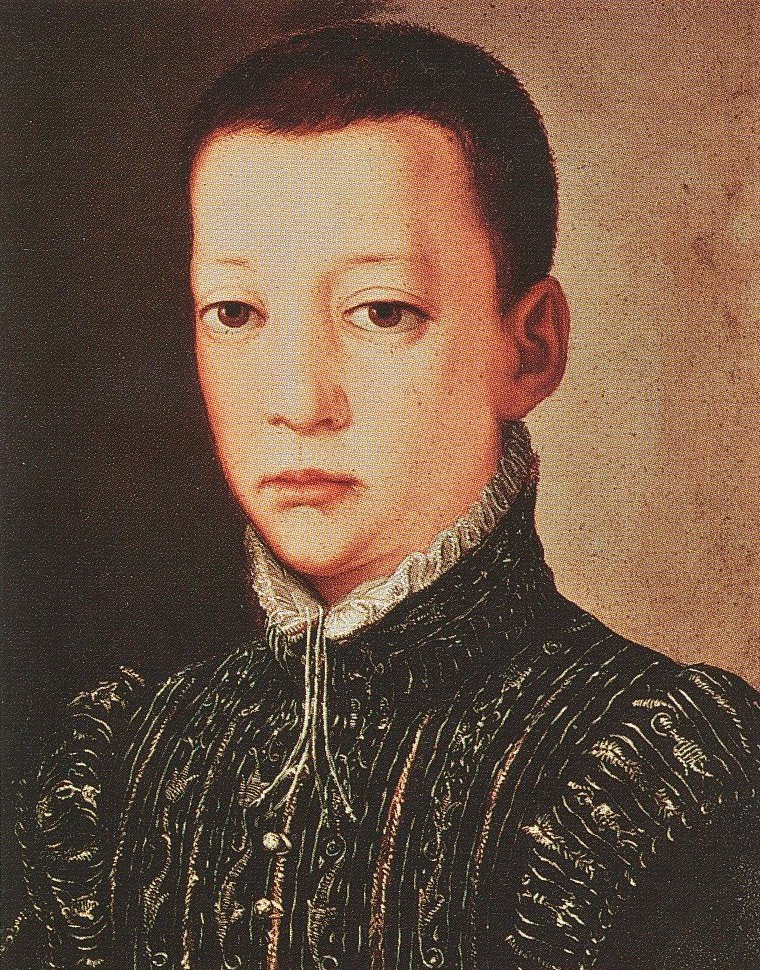
Pedro de Médici, en su juventud, por Bronzino.

Pedro de Médici (Florencia, 3 de junio de 1554 - Madrid, 25 de abril de 1604) fue el hijo menor del Gran duque de Toscana Cosme I de Médici y de Leonor de Toledo.

## Primeros años
Pedro nació el 3 de junio de 1554 en Florencia, Italia, último hijo del Gran duque de Toscana Cosme I de Médici y de su esposa  Leonor Álvarez de Toledo. Mostró desde muy temprana edad un temperamento cruel y perturbado que preocupaba a sus padres. Langdon Murphy, sugiere que él tenía "lo que hoy sería llamado dificultades de aprendizaje: era irascible y violento, su comportamiento, algunos creían, fue resultado de la muerte de su madre y la subsiguiente libertad con la cual creció.

## Matrimonio
En 1571 Pedro de Médici se casó con su prima Leonor Álvarez de Toledo y Colonna, hija de García Álvarez de Toledo Osorio, hermano de su madre. 
Pedro fue un hombre de carácter oscuro y lleno de sombras. Ningún cronista pasa por alto su fama de persona violenta, viciosa, prepotente y despilfarrador. Engañaba a menudo a su mujer con prostitutas. La refinada damisela encontró como confidente a Bernardo Antinori, perteneciente a una noble familia florentina.
Tras unas cartas interceptadas, Pedro se enteró de la relación entre Leonor y su confidente y se decidió por librarse de una vez por todas de aquella mujer que para él solo constituía un obstáculo a su vida disoluta y motivo de infamia, eligiendo el modo más brutal: se quedó a solas con ella en la Villa di Cafaggiolo, en la cual hoy se puede observar su retrato aquí expuesto, copia del original realizada por el pintor Carmine Fontanarosa, y en un acceso de ira la ahogó con sus propias manos con la ayuda de una toalla, como recogen los documentos de la época. Antinori, en cambio, murió en prisión después de ser arrestado sin pretexto alguno.
Su hermano se apresuró a alejarlo de Florencia enviándolo a España, donde permaneció al menos hasta 1578, lugar donde volvió a menudo hasta pasar allí gran parte de su vida y donde se ganó el apelativo de Don. También aquí su mala fama no hizo sino incrementarse, siendo definido como despilfarrador y violento.

## Cargos públicos
Su carrera como político y embajador fue facilitada desde su nacimiento. En 1571 fue enviado a Roma y en 1575 a Venecia. A los 19 años era ya general de las galeras toscanas (1573), mientras que al año siguiente fue enviado como embajador a Austria.
En 1579 fue nombrado general de la infantería italiana en España y después de haber dirigido sus tropas de Italia a España, fue nombrado embajador ante el monarca católico. El año después se le encuentra como lugarteniente de esas mismas tropas de infantería italiana en la expedición contra Portugal. Permaneció en Lisboa hasta 1582 cuando retornó a España, al menos hasta 1584. De su correspondencia se desprenden las graves dificultades financieras por las que atravesaba. Volvió a Italia en 1584 para pedir a su hermano el gran duque Francisco I de Médici que se hiciera cargo de sus deudas. No obstante, su juramento en expiación por uxoricidio de no casarse jamás, sus padres trataron de casarlo de nuevo para ver si una mujer podía frenar su vida disoluta.
En 1585 participó en una embajada a Roma, mientras que de 1586 a 1589 actúa de embajador toscano en Madrid. En España continuó acumulando deudas a causa del juego, las apuestas y el lujo.

## Últimos años
Volvió a Florencia después de la muerte de Francisco (noviembre de 1587), donde permaneció cerca de dos años.
En 1593 volvió a contraer matrimonio y se casó con Beatriz de Meneses, que consiguió estabilizarlo tanto desde el punto de vista económico como emocional, no obstante él continuó visitando a su cortesana favorita, Antonia Carvajal, la cual le dio cinco hijos ilegítimos. Tuvo otro hijo natural con María de la Ribera.
Escribía continuamente a su hermano Fernando I de Médici, pidiendo siempre una parte de la fortuna familiar para cubrir sus deudas. En 1596 se dirigió también al pontífice para buscar un árbitro en sus controversias familiares, aunque no obtuvo nada de ello.
Murió cubierto de deudas en el edificio que posteriormente fue palacio del duque de Alba en la calle del mismo nombre en Madrid en 1604 a los 49 años. 
Sus hijos ilegítimos se encontraban ya en Florencia, bajo la custodia de sus parientes, pero excluidos de cualquier sucesión. 
Fue sepultado en el Monasterio de la Santísima Trinidad de Madrid, pero su cuerpo fue trasladado a Florencia por orden de Cosme II de Médici.

## Descendencia

### Con Leonor Álvarez de Toledo
Con su esposa y prima Leonor de Toledo tuvo un hijo legítimo:
- Cosme de Médici  (10 de febrero de 1573 - agosto de 1576), murió a causa de una enfermedad un mes después del asesinato de su madre.

### Con Antonia Carvajal
Con su amante Antonia Carvajal, tuvo cinco hijos ilegítimos:
- Cosme (1577-1644)

- Catalina María fue monja.

- Juana entró en el mismo convento que su hermana Catalina.

- Pedro (1592-1654), después de llegar a Florencia en 1605, hizo una carrera política y militar.

- Leonor (1592 -?), entró al mismo convento que sus hermanas mayores.

### Con María de la Ribera
Con su amante María de la Ribera, tuvo un hijo ilegítimo:
- Cosme (Madrid, 1588 - documentado hasta 1610).

## Ascendencia
| Pedro de Médici | Padre: Cosme I de Médici | Abuelo paterno: Juan de Médici                   | Bisabuelo paterno: Giovanni de Médici         |
| Pedro de Médici | Padre: Cosme I de Médici | Abuelo paterno: Juan de Médici                   | Bisabuela paterna: Caterina Sforza            |
| Pedro de Médici | Padre: Cosme I de Médici | Abuela paterna: María Salviati                   | Bisabuelo paterno: Jacobo Salviati            |
| Pedro de Médici | Padre: Cosme I de Médici | Abuela paterna: María Salviati                   | Bisabuela paterna: Lucrecia de Médici         |
| Pedro de Médici | Madre: Leonor de Toledo  | Abuelo materno: Pedro Álvarez de Toledo y Zúñiga | Bisabuelo materno: Fadrique Álvarez de Toledo |
| Pedro de Médici | Madre: Leonor de Toledo  | Abuelo materno: Pedro Álvarez de Toledo y Zúñiga | Bisabuela materna: Isabel de Zúñiga           |
| Pedro de Médici | Madre: Leonor de Toledo  | Abuela materna: María Osorio                     | Bisabuelo materno: Luis Pimentel              |
| Pedro de Médici | Madre: Leonor de Toledo  | Abuela materna: María Osorio                     | Bisabuela materna: Juana Osorio               |